# ادوین ایفنی
ادوین ایفنی (۲۸ آوریل ۱۹۷۲) یک بازیکن فوتبال اهل کامرون است. وی در تیم ملی فوتبال کامرون بازی کرده است.